# Залізниця Ічан-Ваньчжоу
Залізниця Їчан - Ваньчжоу (спрощена китайська 宜万铁路; традиційні китайські ієрогліфи 宜萬鐵路; піньїнь Yíwàn Tiělù) — будівництво завершене в грудні 2010 року, залізниця проходить між містами Їчан (провінція Хубей) і Ваньчжоу (муніципалітет Чунцін), також проходить через місто Лічуань, в Народній Республіці Китай. Планується, що вона стане частиною майбутньої Пасажирської залізничної лінії Хуханронг від Шанхаю до Ухань й Ченду.
Залізниця завдовжки 377 км перетинає вельми складний рельєф (Юньнань-Гуйчжоуське плато) на південному заході провінції Хубей (Еньши-Туцзя-Мяоська автономна префектура) — та східну частину муніципалітету Чунцін (район Ваньчжоу). Донедавна в краї не було залізниць, і файної автостради (за виключенням Годао 318, що прямує паралельно новій залізниці). 
288 км залізниці проходять мостами (два з них через річку Янцзи) і тунелями. Це зробило дану залізницю однією з найважчих в будівництві і найдорожчою (на кілометр) у всьому Китаї (2010 рік). Вартість $ 9,010 млн за кілометр, що робить собівартість будівництва вдвічі вищою, ніж на Цінхай-Тибетській залізниці, собівартість якої $ 4,35 млн за км. 